# Chiga jezik
Chiga jezik (ISO 639-3: cgg; isto i Ciga, Kiga, Nkore-Kiga, Oluchiga, Orukiga, Rukiga), nigersko-kongoanski jezik iz Ugande, kojim govori oko 1 580 000 ljudi (2002 census) u distriktima Kanungu, Kabale, Kisoro, Ntungamo i Rukungiri.
Chiga je predstavnik pravih centralnih bantu jezika u zoni J., podskupina nyoro-ganda (J.10).

## Vanjske poveznice
- Ethnologue (14th)
- Ethnologue (15th)